# (723) Hammonia
Pour les articles homonymes, voir Hammonia.
(723) Hammonia est un astéroïde de la ceinture principale découvert le 21 octobre 1911 par l'astronome autrichien Johann Palisa.
Il fut nommé d’après la ville de Hambourg. Sa désignation provisoire était 1911 NB.